# عشق هدررفته (ترانه جی‌جی)
«عشق هدررفته» (انگلیسی: Wasted Love) نخستین تک‌آهنگ خوانندهٔ اتریشی جی‌جی است. این ترانه در ۶ مارس ۲۰۲۵ منتشر شد و توسط جی‌جی به همراه تئودورا اشپیریچ و توماس تورنر نوشته شد. در مسابقه یوروویژن ۲۰۲۵ که به میزبانی شهر بازل در سوئیس برگزار شد، جی‌جی به عنوان نماینده اتریش با این ترانه مقام نخست را برای کشورش به ارمغان آورد.

## پیش‌زمینه و آهنگسازی
«عشق هدررفته» توسط یوهانس پیچ، تئودورا «تیا» اشپیریچ و توماس تورنر نوشته شده است. تهیه‌کنندگی این قطعه را تورنر به همراه پله لوریانو و وویچخ کُشتشِوا بر عهده داشته‌اند. این ترانه با ترکیب عناصری از پاپ و ملودی‌های احساسی که به تدریج اوج می‌گیرند و به فضای تکنو ختم می‌شوند، رنج یک عشق یک‌طرفه را روایت می‌کند: شخصیت اصلی، غرق در «اقیانوسی از عشق»، نظاره‌گر دور شدن معشوقی‌ست که از غرق شدن در این احساس، دچار ترس شده و عقب می‌کشد. با وجود تلاش برای چنگ زدن به گذشته، او سرانجام در ورطه‌ای از احساسات سرگردان می‌شود و نمی‌تواند خلأ ناشی از این جدایی را پر کند. ترانه به‌طور کامل به زبان انگلیسی سروده شده است. به گفتهٔ جی‌جی، این قطعه از تجربهٔ شخصی او از عشقی نافرجام الهام گرفته شده است؛ عشقی که در آن بسیار بخشید اما در مقابل، چیز زیادی دریافت نکرد.

## موزیک ویدئو
موزیک ویدئوی این ترانه که توسط فیلم‌ساز اتریشی وسلی مارک کارگردانی شده‌است، هم زمان با انتشار تک‌آهنگ از طریق کانال یوتیوب مسابقه آواز یوروویژن در دسترس قرار گرفت. به گفتهٔ مارک، این ویدئو «تلاشی است برای خلق سفری بصری به ژرفای تاریک یک عشق یک‌سویه، که با عناصر دراماتیک برجسته شده‌است».